# Arielia cancellata
Arielia cancellata is een slakkensoort uit de familie van de Mitromorphidae. De wetenschappelijke naam van de soort is voor het eerst geldig gepubliceerd in 1983 door Shuto.